# Pince
Pince (madžarsko Pince) so naselje v Občini Lendava. Kraj je opredeljen kot območje, kjer avtohtono živijo pripadniki madžarske narodne skupnosti in kjer je poleg slovenščine uradni jezik tudi madžarščina. Blizu vasi je cestni mednarodni mejni prehod Pince z Madžarsko.